# Lago di Ortiglieto
Il lago di Ortiglieto è un lago artificiale dell'Appennino ligure che si trova al confine tra la città metropolitana di Genova e la provincia di Alessandria tra i comuni di Rossiglione (GE) e Molare (AL).

## Storia
La storia dell'invaso dell'Ortiglieto iniziò nel 1906 quando la Società Forze Idrauliche della Liguria ottenne dal prefetto di Alessandria una concessione per erigere uno sbarramento sull'Orba in località Ortiglieto di Molare secondo un progetto redatto dall'ingegnere Zunini.
Nel 1916 la concessione fu girata all'Officine Elettriche Genovesi, che sviluppò ulteriormente il progetto aumentando la capienza del bacino e, nel 1917 diede il via alla costruzione di due dighe, una alta 45 metri detta del bric Zerbino e un'altra alta 15 metri detta della sella Zerbino) che formarono, finalmente, il lago.

### Il disastro del 1935

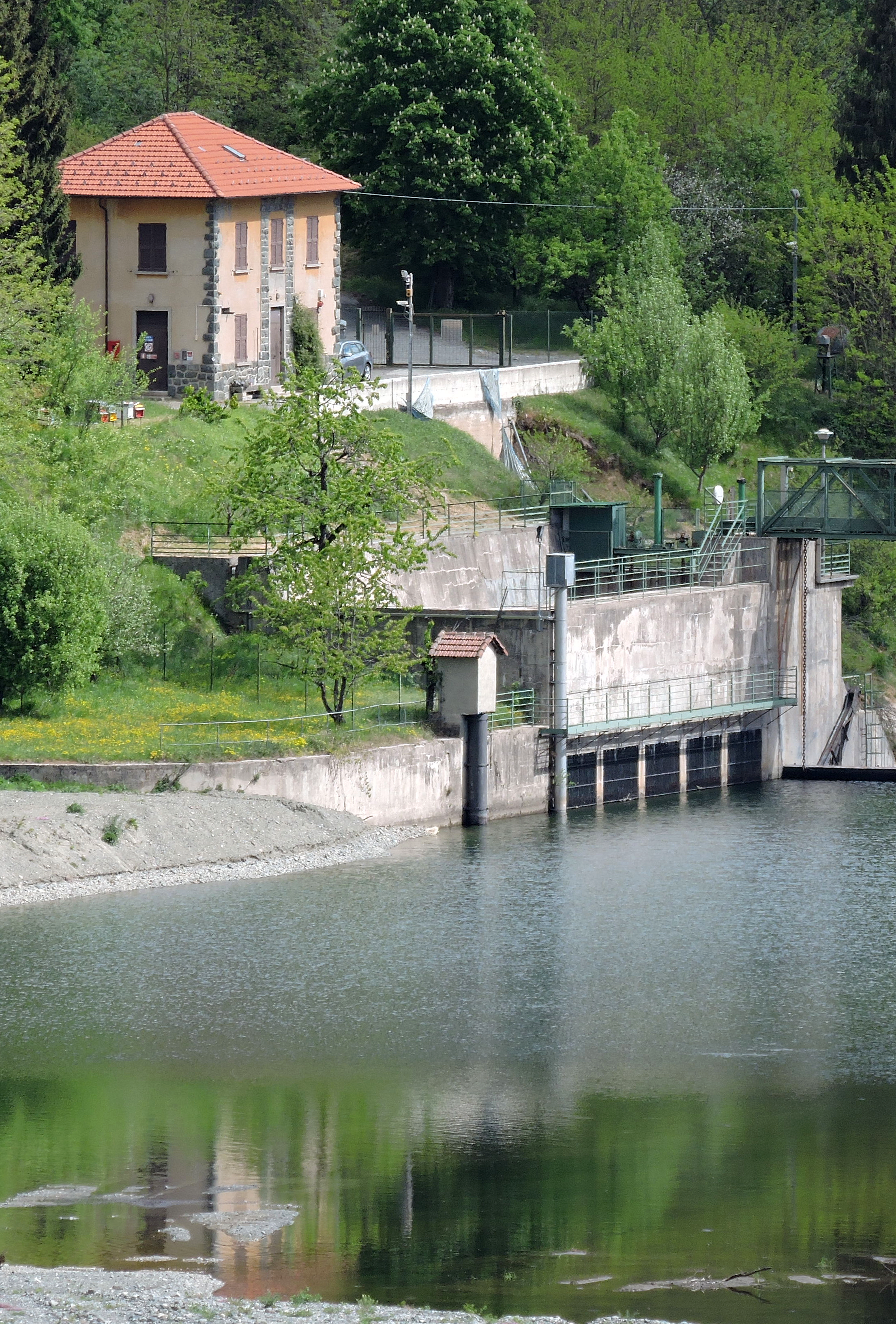
Dettaglio dello sfioratore.

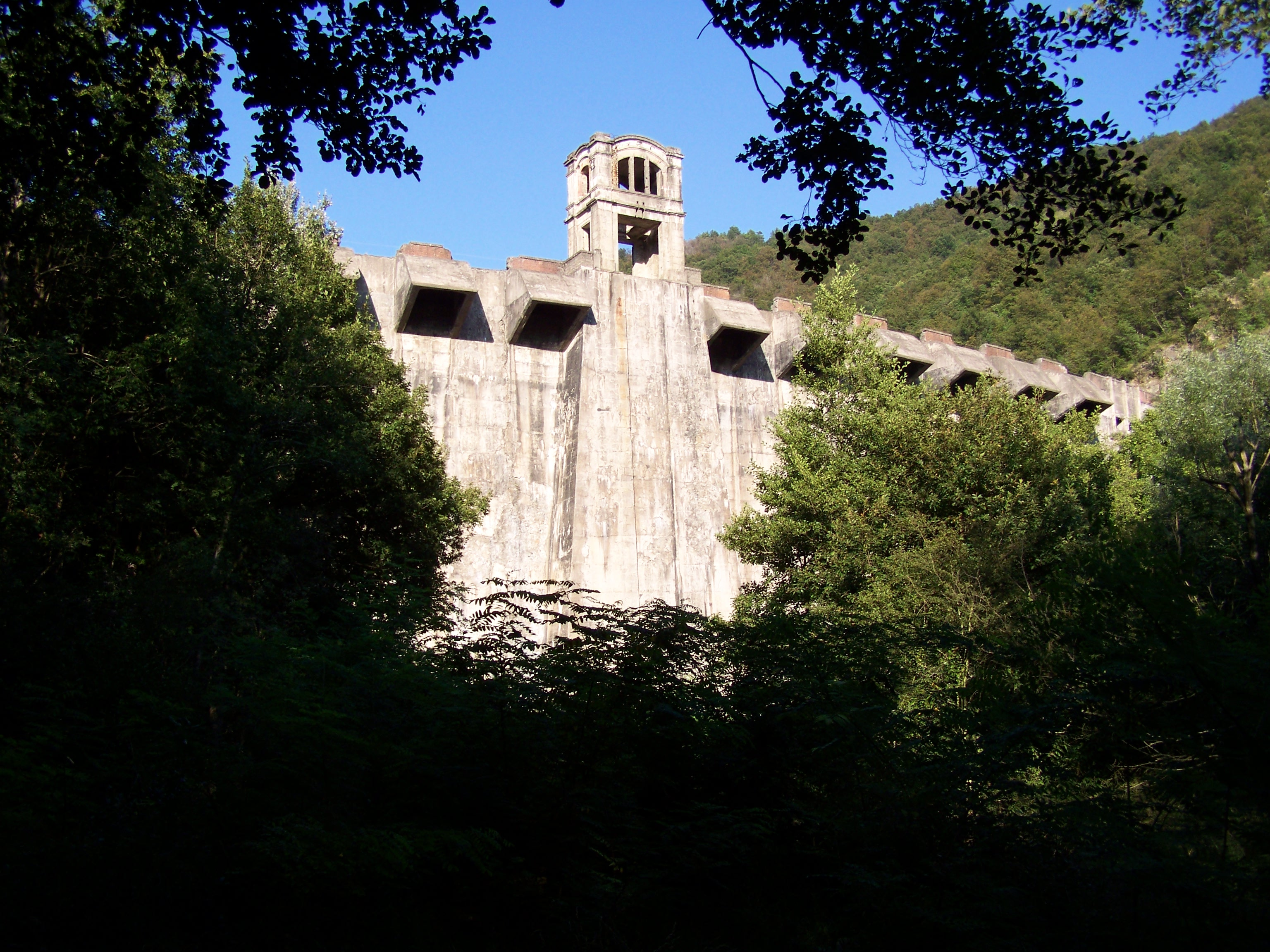
La vecchia diga di Zerbino.

In seguito alle grandi piogge del 13 agosto 1935, la sella Zerbino crollò, e l'acqua del lago andò a ingrandire esageratamente il torrente Orba, che spazzò via un intero centro abitato, argini, ponti ed edifici, colpendo in modo particolare la zona di Ovada. L'esondazione fece 111 morti.
Oggi il lago ha ridotto notevolmente le sue dimensioni rispetto a quelle originali.